# Canton du Chesne
Le canton du Chesne est une ancienne division administrative française située dans le département des Ardennes et la région Champagne-Ardenne.

## Géographie
Ce canton était organisé autour du Chesne dans l'arrondissement de Vouziers. Son altitude moyenne était de 189 m.

## Représentation

### conseillers généraux
| Période | Période      | Identité                                    | Étiquette          | Qualité |
| ------- | ------------ | ------------------------------------------- | ------------------ | --- |
| 1833    | 1839         | M. Lormier                                  |                    | Maître de forges au Chesne |
| 1839    | 1861         | M. Lefèvre                                  |                    | Propriétaire, ancien avoué à Charleville |
| 1861    | 1874         | Zuline Lefebvre (1793-?)                    |                    | Maire du Chesne |
| 1874    | 1886         | Pierre Eugène Hannotin (1809-1892)          | Droite             | Notaire, maire de Brieulles |
| 1886    | 1903 (décès) | François Martin                             | Gauche             | Docteur en médecine - Maire du Chesne |
| 1903    | 1938 (décès) | Lucien Hubert                               | Rad. puis Rad.ind. | Garde des Sceaux (1929-1930) Président du Conseil général des Ardennes (1924-1938) Sénateur (1912-1938) |
| 1938    | 1940         | Louis Hubert (1901-1981, fils du précédent) | Rad.ind.           | Membre du Conseil d'État Conseiller municipal d'Autruche, conseiller d'arrondissement, propriétaire à Paris Membre de la Commission administrative des Ardennes (1941-1943) Nommé conseiller départemental en 1943 Président du Conseil départemental (1943-1945) |
|         |              |                                             |                    | |
| 1945    | 1955 (décès) | Henry Leroy                                 | DVD                | Maire de Brieulles-sur-Bar, ancien conseiller d'arrondissement |
| 1955    | 1964         | René Henriet                                | Rad.               | Médecin à Brieulles-sur-Bar |
| 1964    | 1970         | André Gilles                                | RI                 | Agriculteur Maire de Montgon |
| 1970    | 1982         | Pierre Reblé                                | DVD                | Maire du Chesne |
| 1982    | 1988         | Jacques Touzelet (1922-1998)                | App. RPR           | Maire du Chesne |
| 1988    | 2001         | Roland Constantin                           | RPR puis DVD       | Conseiller municipal du Chesne |
| 2001    | 2015         | Jacques Morlacchi                           | DVG app. EÉLV      | Éducateur technique Maire de Belleville-et-Châtillon-sur-Bar |

### Conseillers d'arrondissement
| Période | Période      | Identité                           | Étiquette               | Qualité |
| ------- | ------------ | ---------------------------------- | ----------------------- | --- |
| 1833    | 1858         | M. Lefèvre                         |                         | Notaire, maire du Chesne                                                                                     |
| 1858    | 1874         | Pierre Eugène Hannotin (1809-1892) |                         | Notaire, maire de Brieulles                                                                                  |
| 1874    | 1879         | Auguste Grisard                    |                         | Marchand brasseur - Maire du Chesne                                                                          |
| 1879    | 1886         | M. Martin                          |                         | Docteur en médecine au Chesne                                                                                |
| 1886    | 1892         | M. Groud-Morel                     |                         | Agriculteur, adjoint au maire du Chesne                                                                      |
| 1892    | 1919         | Arthur Leroy                       |                         | Notaire, maire de Brieulles                                                                                  |
| 1919    | 1925         | Jules Courteroux                   |                         | Cultivateur, maire de Tannay                                                                                 |
| 1925    | 1929 (décès) | Auguste Henriet                    |                         | Docteur en médecine, conseiller municipal de Brieulles-sur-Bar                                               |
| 1929    | 1937         | Louis-Lucien Hubert                | Rad.ind.                | Avocat à la Cour, conseiller municipal d'Autruche, propriétaire à Paris                                      |
| 1937    | 1940         | Henri Leroy                        | Républicain indépendant | Maire de Brieulles-sur-Bar                                                                                   |
| 1940    |              |                                    |                         | Les conseils d'arrondissement ont été suspendus par la loi du 12 octobre 1940 et n'ont jamais été réactivés. |

## Composition
Le canton du Chesne regroupait dix-sept communes et comptait 2 564 habitants (recensement de 1999 sans doubles comptes).
| Nom                             | Code Insee | Intercommunalité           | Population (dernière pop. légale) |
| ------------------------------- | ---------- | -------------------------- | --------------------------------- |
| Le Chesne (chef-lieu)           | 08116      | CC de l'Argonne Ardennaise | 934 (2013)                        |
| Les Alleux                      | 08007      | CC de l'Argonne Ardennaise | 79 (2013)                         |
| Les Grandes-Armoises            | 08019      | CC de l'Argonne Ardennaise | 60 (2014)                         |
| Les Petites-Armoises            | 08020      | CC de l'Argonne Ardennaise | 66 (2014)                         |
| Authe                           | 08033      | CC de l'Argonne Ardennaise | 93 (2014)                         |
| Autruche                        | 08035      | CC de l'Argonne Ardennaise | 64 (2014)                         |
| Belleville-et-Châtillon-sur-Bar | 08057      | CC de l'Argonne Ardennaise | 275 (2014)                        |
| Boult-aux-Bois                  | 08075      | CC de l'Argonne Ardennaise | 147 (2014)                        |
| Brieulles-sur-Bar               | 08085      | CC de l'Argonne Ardennaise | 191 (2014)                        |
| Germont                         | 08186      | CC de l'Argonne Ardennaise | 46 (2014)                         |
| Louvergny                       | 08261      | CC de l'Argonne Ardennaise | 67 (2013)                         |
| Montgon                         | 08301      | CC de l'Argonne Ardennaise | 67 (2014)                         |
| Noirval                         | 08325      | CC de l'Argonne Ardennaise | 30 (2014)                         |
| Sauville                        | 08405      | CC de l'Argonne Ardennaise | 285 (2014)                        |
| Sy                              | 08434      | CC de l'Argonne Ardennaise | 51 (2014)                         |
| Tannay                          | 08439      | CC de l'Argonne Ardennaise | 159 (2014)                        |
| Verrières                       | 08471      | CC de l'Argonne Ardennaise | 26 (2014)                         |

## Démographie
| 1962  | 1968  | 1975  | 1982  | 1990  | 1999  | 2006  | 2011  | 2012  |
| ----- | ----- | ----- | ----- | ----- | ----- | ----- | ----- | ----- |
| 3 445 | 3 341 | 3 010 | 2 794 | 2 629 | 2 564 | 2 648 | 2 699 | 2 669 |